# Lehman de Lehnsfeld
Lehman de Lehnsfeld (ook: Ruijsch Lehman de Lehnsfeld) is de naam van een Nederlands geslacht dat enige predikanten voortbracht.

## Geschiedenis
De stamreeks begint met Godfriedt Lehman de Lehnsfeld (1740-1855), ouderling te Ravenstein. Zijn zoon Godfried Lehman de Lehnsfeld (1770-1826) werd predikant. Een zoon van de laatste, Johannes Lehman de Lehnsfeld (1800-1864), trouwde met de laatste telg van het adellijke geslacht Ruysch waarna hun zoon bij KB van 14 maart 1843 naamswijziging kreeg tot Ruijsch Lehman de Lehnsfeld.
In 1949 werd het geslacht opgenomen in het Nederland's Patriciaat.

## Enkele telgen
Godfriedt Lehman de Lehnsfeld (1740-1805), ouderling te Ravenstein
- Ds. Godfried Lehman de Lehnsfeld (1770-1826), predikant
  - Johannes Lehman de Lehnsfeld (1800-1864), kapitein-luitenant-ter-zee; trouwde in 1832 met jkvr. Henriette Alexandrine Ruysch (1799-1859), laatste telg van het adellijke geslacht Ruysch
    - Godfried Martinus Ruijsch Lehman de Lehnsfeld (1833-1885), luitenant-ter-zee, verkreeg bij KB van 14 maart 1843 naamswijziging tot Ruijsch Lehman de Lehnsfeld
      - Henri Alexandre Ruijsch Lehman de Lehnsfeld (1864-1929), luitenant-kolonel
        - Ing. Henri Alexandre Ruijsch Lehman de Lehnsfeld (1905-1989), ingenieur
          - Lily Jeanne Ruijsch Lehman de Lehnsfeld (1937-2018); trouwde met August Cornelis Donker van Heel (1929-1989), consul-generaal

      - Jeanne Angels Ruijsch Lehman de Lehnsfeld (1865-1950); trouwde in 1897 Augustinus de Mandt (1859-1935), kapitein artillerie, daarna directeur van de begraafplaats  Oud Eik en Duinen te 's-Gravenhage

    - Andrée Jeane Dinande Jaqueline Lehman de Lehnsfeld (1841-1900); trouwde in 1869 met dr. Herman Carel Laatsman (1835-1891), Waals predikant

  - Ds. Willem Lehman de Lehnsfeld (1803-1883), predikant
    - Dr. Willem Adriaan Lehman de Lehnsfeld (1850-1901), rector Gymnasium te Schiedam

  - Johanna Lehman de Lehnsfeld (1806-1841); trouwde in 1829 met ds. Hendrik Bron (1802-1861), predikant

Geslachten die opgenomen zijn in het sinds 1910 verschijnende genealogische naslagwerk Nederland's Patriciaat. Lijst volgens opgave van het CBG Centrum voor familiegeschiedenis.
A · B · C · D · E · F · G · H · I · J · K · L · M · N · O · P · Q · R · S · T · U · V · W · Y · Z